# Listă de monarhi francezi

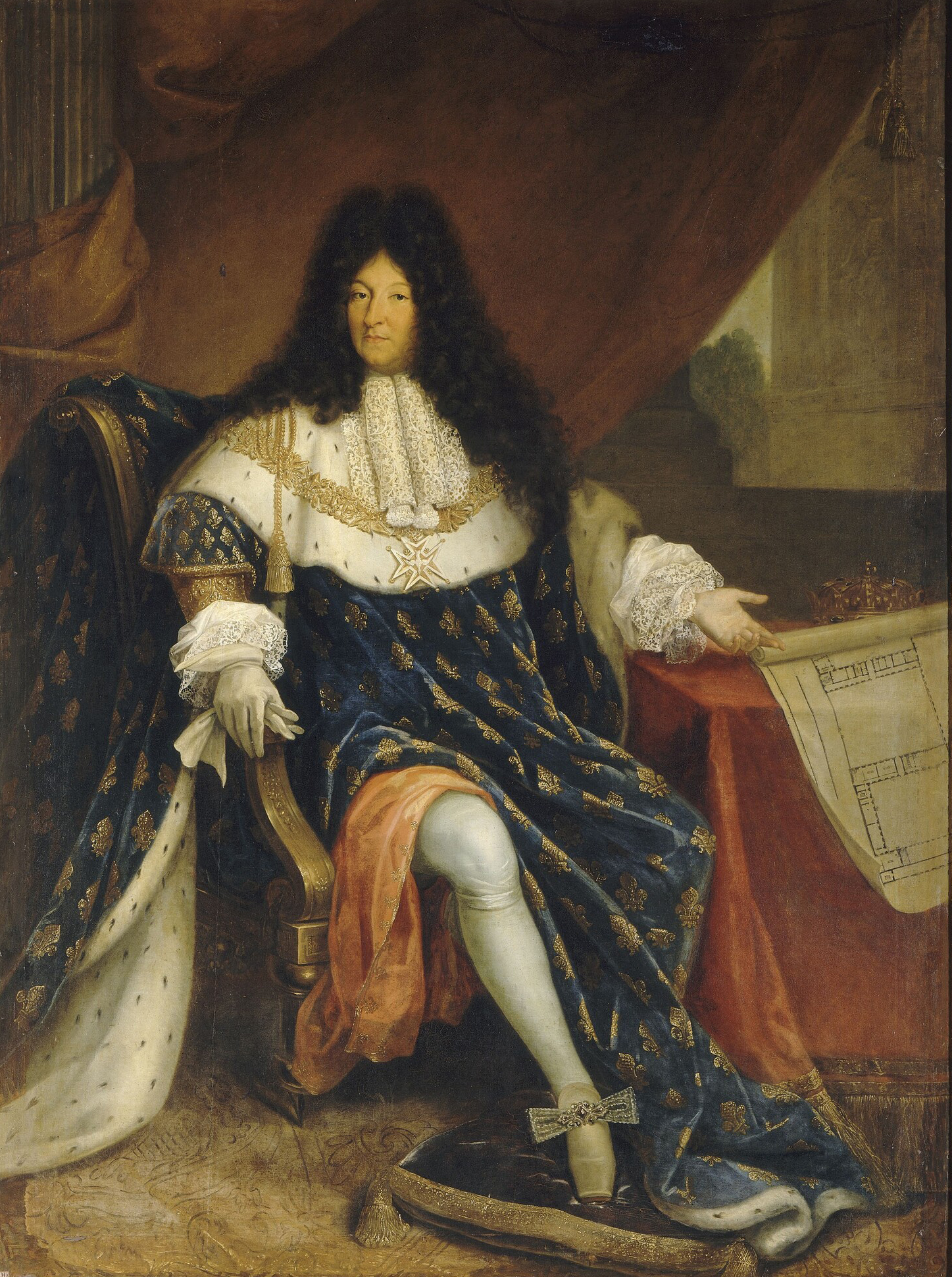
Ludovic al XIV-lea, zis Regele Soare, a domnit în Franța între 1643 și 1715.

Lista monarhilor Franței  reunește 73 de regi și 3 împărați care au domnit în Franța, prin diferite structuri politice, teritoriale și dinastii care s-au succedat (dinastia Merovingiană, Carolingiană, Capețiană, Valois, Bourbon, Orléans, Bonaparte).

## Dinastia Merovingiană(447-751)[1]
| Portret | Nume                                                                    | Început domnie   | Sfârșit domnie   | Deces | Relația cu predecesorii                                                     | Titlu |
| --- | ----------------------------------------------------------------------- | ---------------- | ---------------- | --- | --------------------------------------------------------------------------- | --- |
| | Clovis I (Clovis Ier)                                                   | 481              | 511              | A murit de cauze naturale la 46 de ani. Înmormântat la Mănăstirea St Genevieve până în sec. al XVIII-lea. Rămășițeșe au fost realocate la biserica St Denis. | • Fiu al lui Childeric I                                                    | Rege al francilor (Roi des Francs)                                                                                                   |
| După decesul lui Clovis, regatul său a fost divizat între cei patru fii ai săi, care și-au stabilit reședințe în diferite orașe. Clothar I, fiul cel mic, în cele din urmă a reunit regatul. |                                                                         |                  |                  | |                                                                             | |
| | Theuderic I (Thierry Ier)                                               | 511              | 533 sau 534      | A murit la 48 de ani. | • Fiul cel mare al lui Clovis I                                             | Rege al francilor (Roi des Francs) la Reims                                                                                          |
| | Theudebert I (Thibert Ier)                                              | 533 sau 534      | 547 sau 548      | Ucis într-un accident de vânătoare, la 47 de ani. | • Fiu al lui Theuderic I                                                    | Rege al francilor (Roi des Francs) la Reims                                                                                          |
| | Theudebald (Thibaut Ier)                                                | 547 sau 548      | 555              | A murit la 20 de ani. | • Fiu al lui Theudebert I                                                   | Rege al francilor (Roi des Francs) la Reims                                                                                          |
| | Chlodomer (Chlodomir)                                                   | 511              | 25 iunie 524     | Ucis în bătălia de la Vézeronce, la vârsta de 29 de ani. | • Al doilea fiu (supraviețuitor) al lui Clovis I                            | Rege al francilor (Roi des Francs) la Orléans                                                                                        |
| | Childebert I (Childebert Ier)                                           | 511              | 13 decembrie 558 | A murit la 64 de ani. | • Al treilea fiu (supraviețuitor) al lui Clovis I                           | Rege al francilor (Roi des Francs) la Paris                                                                                          |
| | Chlothar I cel Bătrân (Clotaire Ier le Vieux)                           | 511              | 29 noiembrie 561 | A murit la 64 de ani. | • Fiul cel mic al lui Clovis I                                              | Rege al francilor (Roi des Francs) la Soissons                                                                                       |
| După decesul lui Clothar, regatul a fost divizat între cei patru fii ai săi. Părți ale regatului au variat în timp și în cele din urmă s-au dezvoltat în trei domenii distincte. Neustria, centrat la Soisson și Paris, Austrasia, centrat la Metz și Burgundia, centrat la Orléans. Clothar al II-lea, nepotul lui Chlothar I, a reunit în cele din urmă regatul. |                                                                         |                  |                  | |                                                                             | |
| | Charibert I (Caribert Ier)                                              | 29 noiembrie 561 | 567              | A murit la 50 de ani. | • Fiul cel mare al lui Chlothar I                                           | Rege al francilor (Roi des Francs) la Paris                                                                                          |
| | Guntram (Gontran)                                                       | 29 noiembrie 561 | 592              | Died aged 59. Buried at Saint Marcellus, Chalon-sur-Saône.                                                                                                   | • Al doilea fiu al lui Chlothar I                                           | Rege al francilor (Roi des Francs) la Orléans                                                                                        |
| | Sigebert I (Sigebert Ier)                                               | 29 noiembrie 561 | 575              | Ucis la Vitry-en-Artois, la 40 de ani. | • Al treilea fiu al lui Chlothar I                                          | Rege al francilor (Roi des Francs) la Metz                                                                                           |
| | Childebert II (Childebert II)                                           | 575              | 595              | A murit la 24 de ani. | • Fiu al lui Sigebert I • Fiu adoptat al lui Guntram                        | Rege al francilor (Roi des Francs) Rege al Austrasia și (după 592) al Burgundiei                                                     |
| | Theudebert II (Thibert II)                                              | 595              | 612              | Ucis la 26 de ani. | • Fiul cel mare al lui Childebert II                                        | Rege al francilor (Roi des Francs) Rege al Austrasia                                                                                 |
| | Theuderic II (Thierry II)                                               | 595              | 613              | Decedat la 26 de ani. | • Fiul cel mic al lui Childebert II                                         | Rege al francilor (Roi des Francs) Rege al Burgundiei (595-613) și Austrasiei (612-613)                                              |
| | Sigebert II (Sigebert II)                                               | 613              | 613              | Executat la 11 ani. | • Fiu al lui Theuderic II                                                   | Rege al francilor (Roi des Francs) Rege al Austrasiei și Burgundiei                                                                  |
| | Chilperic I (Chilpéric Ier)                                             | 29 noiembrie 561 | 584              | Decedat la 45 de ani. | • Fiul cel mic al lui Chlothar I                                            | Rege al francilor (Roi des Francs) la Soissons                                                                                       |
| | Clotaire al II-lea cel Mare, cel Tânăr (Clotaire II le Grand, le Jeune) | 584              | 18 octombrie 629 | Decedat la 45 de ani. | • Fiu al lui Chilperic I                                                    | Rege al francilor (Roi des Francs) la Soissons Rege al Neustriei (595-639) Rege al Burgundiei (613-629) Rege al Austrasiei (613-623) |
| În urma reunificării regatului, Neustria și Burgundia au rămas sub directa domnie a regelui francilor, în tmp ce Austrasia a fost plasată dub domnia unui rege junior. Următoarea listă se limitează la regii care au domnit în Neustria și Burgundia. |                                                                         |                  |                  | |                                                                             | |
| | Dagobert I (Dagobert Ier)                                               | 18 octombrie 629 | 19 ianuarie 639  | A murit la 36 de ani. Înmormântat la biserica St Denis. | • Fiu al lui Chlothar al II-lea                                             | Rege al francilor (Roi des Francs)                                                                                                   |
| | Clovis al II-lea cel Leneș (Clovis II le Fainéant)                      | 19 ianuarie 639  | 31 octombrie 657 | A murit la 20 de ani. Înmormântat la biserica St Denis. | • Fiu al lui Dagobert I                                                     | Rege al Neustriei și Burgundiei (Roi de Neustrie et de Bourgogne)                                                                    |
| | Chlothar al III-lea (Clotaire III)                                      | 31 octombrie 657 | 673              | A murit la 21 de ani. Înmormântat la biserica St Denis. | • Fiu al lui Clovis al II-lea                                               | Rege al Neustriei și Burgundiei (Roi de Neustrie et de Bourgogne) Rege al Austrasiei (661–662)                                       |
| | Childeric al II-lea (Childéric II)                                      | 673              | 675              | A murit la 22 de ani. Înmormântat la Saint-Germain-des-Prés.                                                                                                 | • Fiu al lui Clovis al II-lea • Fratele mai mic al lui Chlothar al III-lea  | Rege al francilor (Roi des Francs)                                                                                                   |
| | Theuderic III (Thierry III)                                             | 675              | 691              | A murit la 37 de ani. | • Fiu al lui Clovis al II-lea • Fratele mai mic al lui Childeric al II-lea  | Rege al Neustriei (Roi de Neustrie) Rege al francilor (Roi des Francs) (687–691)                                                     |
| | Clovis al IV-lea (Clovis IV)                                            | 691              | 695              | A murit la 13 ani. | • Fiu al lui Theuderic al III-lea                                           | Rege al francilor (Roi des Francs)                                                                                                   |
| | Childebert al III-lea cel Drept (Childebert III le Juste)               | 695              | 23 aprilie 711   | A murit la 41 de ani. | • Fiu al lui Theuderic al III-lea • Fratele mai mic al lui Clovis al IV-lea | Rege al francilor (Roi des Francs)                                                                                                   |
| | Dagobert al III-lea                                                     | 23 aprilie 711   | 715              | A murit la 14 ani. | • Fiu al lui Childebert al III-lea                                          | Rege al francilor (Roi des Francs)                                                                                                   |
| | Chilperic al II-lea (Chilpéric II)                                      | 715              | 13 februarie 721 | A murit la 49 de ani. | • Probabil fiu al lui Childeric al II-lea                                   | Rege al Neustriei și Burgundiei (Roi de Neustrie et de Bourgogne) Rege al francilor (Roi des Francs) (719–721)                       |
| | Theuderic IV                                                            | 721              | 737              | A murit la 25 de ani. | • Fiu al lui Dagobert al III-lea                                            | Rege al francilor (Roi des Francs)                                                                                                   |
| Ultimii regi merovingieni, cunoscuți ca regi leneși (rois fainéants), nu au deținut nici o putere politică reală, în timp ce Maire du palais guverna de fapt. Atunci când Theodoric IV a murit în 737, Maire du palaisCharles Martel a păstrat tronul vacant și a continuat să guverneze până la moartea sa în 741. Fiii săi Pepin și Carloman au restaurat pentru scurt timp dinastia merovingiană prin ridicarea pe tron a lui Childeric al III-lea în 743. În 751, Pepin l-a detronat pe Childeric și a devenit rege. |                                                                         |                  |                  | |                                                                             | |
| | Childeric III (Childéric III)                                           | 743              | noiembrie 751    | A murit la 37 de ani. | • Fiu al lui Chilperic al II-lea                                            | Rege al francilor (Roi des Francs)                                                                                                   |

## Dinastia Carolingiană(751–888)[1]
| Portret | Nume                                              | Început domnie    | Sfârșit domnie    | Deces                                                     | Relația cu predecesorii                                                                                              | Titlu                                                                                    |
| ------- | ------------------------------------------------- | ----------------- | ----------------- | --------------------------------------------------------- | --- | ---------------------------------------------------------------------------------------- |
|         | Pepin cel Scurt (Pépin le Bref)                   | 751               | 24 septembrie 768 | A murit la 53 de ani.                                     | • Fiu al lui Charles Martel                                                                                          | Rege al francilor (Roi des Francs)                                                       |
|         | Carloman I                                        | 24 septembrie 768 | 4 decembrie 771   | A murit la 20 de ani.                                     | • Fiu al lui Pepin                                                                                                   | Rege al francilor (Roi des Francs)                                                       |
|         | Charlemagne (Charles I, cel Mare)                 | 24 septembrie 768 | 28 ianuarie 814   | A murit la 74 de ani.                                     | • Fiu al lui Pepin                                                                                                   | Rege al francilor (Roi des Francs) Împărat al romanilor (Imperator Romanorum) (800–814)  |
|         | Ludovic I cel Pios (Louis Ier le Pieux)           | 28 ianuarie 814   | 20 iunie 840      | A murit la 62 de ani.                                     | • Fiu al lui Charlemagne                                                                                             | Rege al francilor (Roi des Francs) Împărat al romanilor (Imperator Romanorum)            |
|         | Carol al II-lea cel Pleșuv (Charles II le Chauve) | 20 iunie 840      | 6 octombrie 877   | A murit la 54 de ani.                                     | • Fiu al lui Ludovic I                                                                                               | Rege al francilor (Roi des Francs) Emperor of the Romans (Imperator Romanorum) (875–877) |
|         | Ludovic al II-lea cel Gângav (Louis II le Bègue)  | 6 octombrie 877   | 10 aprilie 879    | A murit la 33 de ani.                                     | • Fiu al lui Carol al II-lea                                                                                         | Rege al francilor (Roi des Francs)                                                       |
|         | Ludovic al III-lea                                | 10 aprilie 879    | 5 august 882      | A murit la 19 ani. Moarte accidentală. A căzut de pe cal. | • Fiu al lui Ludovic al II-lea                                                                                       | Rege al francilor (Roi des Francs)                                                       |
|         | Carloman al II-lea                                | 5 august 882      | 6 decembrie 884   | A murit la 18 ani.                                        | • Fiu al lui Ludovic al II-lea                                                                                       | Rege al francilor (Roi des Francs)                                                       |
|         | Carol al III-lea cel Gras (Charles le Gros)       | 20 mai 885        | 13 ianuarie 888   | A murit la 49 de ani.                                     | • Fiu al lui Ludovic Germanul • Văr al lui Ludovic al II-lea și Carloman al II-lea • Nepot al lui Ludovic I cel Pios | Rege al francilor (Roi des Francs) Împărat al romanilor (Imperator Romanorum) (881–887)  |

## Dinastia Roberțiană (888–898)[1]
Roberțienii au fost nobili franci credincioși Carolingienilor, și strămoșii dinastiei capețienilor. Odo, Conte de Paris, a fost ales de francii din vest să fie regele lor după înlăturarea împăratului Carol cel Gras. El a fost încoronat la Compiegne în februarie 888 de Walter, Arhiepiscop de Sens.
| Portret | Nume                          | Început domnie   | Sfârșit domnie | Relația cu predecesorii                                                            | Titlu                              |
| ------- | ----------------------------- | ---------------- | -------------- | ---------------------------------------------------------------------------------- | ---------------------------------- |
|         | Odo de Paris (Eudes de Paris) | 29 februarie 888 | 1 ianuarie 898 | • Fiu al lui Robert cel Puternic • Rege ales împotriva tânărului Carol al III-lea. | Rege al francilor (Roi des Francs) |

## Dinastia Carolingiană(893–922)[1]
Carol, fiul postum al lui Ludovic al II-lea, a fost încoronat la Catedrala Reims de o facțiune care se opunea lui Odo, deși el a devenit monarh efectiv odată cu decesul lui Odo în 898.
| Portret | Nume                                                | Început domnie  | Sfârșit domnie | Relația cu predecesorii                                                                                         | Titlu                              |
| ------- | --------------------------------------------------- | --------------- | -------------- | --- | ---------------------------------- |
|         | Carol al III-lea cel Simplu (Charles III le Simple) | 28 ianuarie 898 | 30 iunie 922   | • Fiul postum al lui Ludovic al II-lea • Fratele mai mic vitreg al lui Ludovic al III-lea și Carloman al II-lea | Rege al francilor (Roi des Francs) |

## Dinastia Roberțiană (922–923)[1]
| Portret | Nume                  | Început domnie | Sfârșit domnie | Relația cu predecesorii                                       | Titlu                              |
| ------- | --------------------- | -------------- | -------------- | ------------------------------------------------------------- | ---------------------------------- |
|         | Robert I (Robert Ier) | 30 iunie 922   | 15 iunie 923   | • Fiu al lui Robert cel Puternic • Fratele mai mic al lui Odo | Rege al francilor (Roi des Francs) |

## Dinastia Bosonidă (923–936)
Bosonizii erau o familie nobilă descendentă din Boso cel Bătrân. Membrul lor, Raoul, a fost ales "Rege al francilor" în 923.
| Portret | Nume                    | Început domnie | Sfârșit domnie  | Relația cu predecesorii                                          | Titlu                              |
| ------- | ----------------------- | -------------- | --------------- | ---------------------------------------------------------------- | ---------------------------------- |
|         | Raoul (Raoul de France) | 13 iulie 923   | 14 ianuarie 936 | • Fiu al lui Richard, Duce de Burgundia • Ginere al lui Robert I | Rege al francilor (Roi des Francs) |

## Dinastia Carolingiană(936–987)[1]
| Portret | Nume                                                 | Început domnie   | Sfârșit domnie    | Relația cu predecesorii        | Titlu                              |
| ------- | ---------------------------------------------------- | ---------------- | ----------------- | ------------------------------ | ---------------------------------- |
|         | Ludovic al IV-lea Transmarinul (Louis IV d'Outremer) | 19 iunie 936     | 10 septembrie 954 | • Fiu al lui Carol al III-lea  | Rege al francilor (Roi des Francs) |
|         | Lothair (Lothaire de France)                         | 12 noiembrie 954 | 2 martie 986      | • Fiu al lui Ludovic al IV-lea | Rege al francilor (Roi des Francs) |
|         | Ludovic al V-lea cel Trândav (Louis V le Fainéant)   | 8 iunie 986      | 22 mai 987        | • Fiu al lui Lothair           | Rege al francilor (Roi des Francs) |

## Dinastia Capețiană(987–1792)
După moartea lui Ludovic al V-lea, fiul lui Hugh cel Mare și nepotul lui Robert I, Hugh Capet, a fost ales de nobilime ca rege al Franței. Dinastia Capețiană, descendenții de sex masculin în lina lui Hugh Capet, a condus Franta în mod continuu din 987 până în 1792 și din nou, de la 1814 până la 1848. Ei erau descendenți direcți ai regilor Roberțieni. 
Neafișați mai jos sunt Hugh Magnus, fiul cel mare al lui Robert al II-lea, și Filip al Franței, fiul cel mare al lui Ludovic al VI-lea; ambii au fost co-regi cu tații lor însă au murit înaintea acestora. 
Henric al VI-lea al Angliei, fiu al Caterinei de Valois, a devenit rege titular al Franței după moartea bunicului său Carol al VI-lea conform termenilor Tratatului de la Troyes din 1420; totuși, acest lucru e disputat și el nu este privit întotdeauna ca un rege legitim al Franței.
Din 21 ianuarie 1793 până în 8 iunie 1795, fiul lui Ludovic al XVI-lea, Louis-Charles, a fost rege titular al Franței ca Ludovic al XVII-lea; în realitate, totuși, el a fost prizonier în Templu în această perioadă și puterea era deținută de liderii Republicii. După decesul lui Ludovic al XVII-lea, unchiul său (fratele lui Ludovic al XV-lea) Louis-Stanislas a pretins tronul ca  Ludovic al XVIII-lea, însă a devenit rege de facto în 1814.

### Capețieni direcți(987–1328)[1]
Linia principală care descinde din Hugh Capet este cunoscută în general ca "Capețieni direcți". Linia s-a sfârșit în 1328 ducînd la o criză de succesiune cunoscută ca Războiul de O Sută de Ani. În timp ce existau mai multe pretenții la tronul Franței, primele două cele mai îndreptățite era cele ale Casei de Valois și Casei Plantagenet.
| Portret        | Blazon           | Nume                                                                  | Început domnie     | Sfârșit domnie     | Relația cu predecesorii                                                                  | Titlu |
| -------------- | ---------------- | --------------------------------------------------------------------- | ------------------ | ------------------ | ---------------------------------------------------------------------------------------- | --- |
|                |                  | Hugh Capet (Hugues Capet)                                             | 3 iulie 987        | 24 octombrie 996   | • Nepot al lui Robert I                                                                  | Rege al francilor (Roi des Francs)                                                                         |
| align="center" | align="center"\| | Robert al II-lea cel Pios, cel Înțelept (Robert II le Pieux, le Sage) | 24 octombrie 996   | 20 iulie 1031      | • Fiu al lui Hugh Capet                                                                  | Rege al francilor (Roi des Francs)                                                                         |
|                |                  | Henric I (Henri Ier)                                                  | 20 iulie 1031      | 4 august 1060      | • Fiu al lui Robert al II-lea                                                            | Rege al francilor (Roi des Francs)                                                                         |
|                |                  | Filip I Iubitorul (Philippe Ier l' Amoureux)                          | 4 august 1060      | 29 iulie 1108      | • Fiu al lui Henric I                                                                    | Rege al francilor (Roi des Francs)                                                                         |
|                |                  | Ludovic al VI-lea cel Gras (Louis VI le Gros)                         | 29 iulie 1108      | 1 august 1137      | • Fiu al lui Filip I                                                                     | Rege al francilor (Roi des Francs)                                                                         |
|                |                  | Ludovic al VII-lea cel Tânăr (Louis VII le Jeune)                     | 1 august 1137      | 18 septembrie 1180 | • Fiu al lui Ludovic al VI-lea                                                           | Rege al francilor (Roi des Francs)                                                                         |
|                |                  | Filip al II-lea Augustus (Philippe II Auguste)                        | 18 septembrie 1180 | 14 iulie 1223      | • Fiu al lui Ludovic al VII-lea                                                          | Rege al francilor (Roi des Francs) primul monarh care a utilizat titlul de Rege al Franței (Roi de France) |
|                |                  | Ludovic al VIII-lea] Leul (Louis VIII le Lion)                        | 14 iulie 1223      | 8 noiembrie 1226   | • Fiu al lui Filip II Augustus                                                           | Rege al Franței (Roi de France)                                                                            |
|                |                  | Ludovic al IX-lea Sfântul (Saint Louis)                               | 8 noiembrie 1226   | 25 august 1270     | • Fiu al lui Ludovic al VIII-lea                                                         | Rege al Franței (Roi de France)                                                                            |
|                |                  | Filip al III-lea cel Curajos (Philippe III le Hardi)                  | 25 august 1270     | 5 octombrie 1285   | • Fiu al lui Ludovic al IX-lea                                                           | Rege al Franței (Roi de France)                                                                            |
|                |                  | Filip al IV-lea cel Drept, Regele de Fier (Philippe IV le Bel)        | 5 octombrie 1285   | 29 noiembrie 1314  | • }Fiu al lui Filip al III-lea                                                           | Rege al Franței și Navarei (Roi de France et de Navarre)                                                   |
|                |                  | Ludovic al X-lea Arțăgosul (Louis X le Hutin)                         | 29 noiembrie 1314  | 5 iunie 1316       | • Fiu al lui Filip al IV-lea                                                             | Rege al Franței și Navarei (Roi de France et de Navarre)                                                   |
|                |                  | Ioan I Postumul (Jean Ier le Posthume)                                | 15 noiembrie 1316  | 20 noiembrie 1316  | • Fiu al lui Ludovic al X-lea                                                            | Rege al Franței și Navarei (Roi de France et de Navarre)                                                   |
|                |                  | Filip al V-lea cel Înalt (Philippe V le Long)                         | 20 noiembrie 1316  | 3 ianuarie 1322    | • Fiu al lui Filip al IV-lea • Fratele mai mic al lui Ludovic al X-lea                   | Rege al Franței și Navarei (Roi de France et de Navarre)                                                   |
|                |                  | Carol al IV-lea cel Cinstit (Charles IV le Bel)                       | 3 ianuarie 1322    | 1 februarie 1328   | • Fiu al lui Filip al IV-lea • Fratele mai mic al lui Ludovic al X-lea și Filip al V-lea | Rege al Franței și Navarei (Roi de France et de Navarre)                                                   |

### Casa de Valois(1328–1589)[4]
Moartea ultimului capețian pe linia directă a precipitat Războiul de O Sută de Ani între Casa de Valois și Casa Plantagenet pentru controlul asupra tronului francez. Casa de Valois a susținut dreptul succesiunii numai pentru linia masculină, având cea mai apropiată liie masculină descendentă dintr-un recent rege francez. Ei coborau din  al patrulea fiu al lui Filip al III-lea. Casa Plantagenet își întemeia cererea pe motivul că ar fi mai aproape de cel mai recent rege francez, prin Eduard al III-lea al Angliei care era nepotul lui Filip al IV-lea prin mama sa, Isabella.  Cele două case au luptat în Războiul de O Sută de Ani pentru a-și impune cererile; în cele din urmă Casa ed Valois a avut succes, iar istoriografia franceză numără liderii lor ca regi de drept. Un Plantagenet, Henric al VI-lea al Angliei, s-a bucurat de jure de controlul asupra tronului francez conform termenilor Tratatului de la Troyes, care a stat la baza pretenților englezești în continuare la tronul francez până în secolul al XIX-lea. Linia Valois va domni în Franța până când linia s-a stins în 1589, în contextul războaielor franceze religioase.
| Portret | Blazon | Nume                                                                     | Început domnie     | Sfârșit domnie     | Relația cu predecesorii                    | Titlu                           |
| ------- | ------ | ------------------------------------------------------------------------ | ------------------ | ------------------ | ------------------------------------------ | ------------------------------- |
|         |        | Filip al VI-lea de Valois, Norocosul (Philippe VI de Valois, le Fortuné) | 1 aprilie 1328     | 22 august 1350     | • Nepot al lui Filip al III-lea al Franței | Rege al Franței (Roi de France) |
|         |        | Ioan al II-lea cel Bun (Jean II le Bon)                                  | 22 august 1350     | 8 aprilie 1364     | • Fiu al lui Filip al VI-lea               | Rege al Franței (Roi de France) |
|         |        | Carol al V-lea cel Înțelept (Charles V le Sage)                          | 8 aprilie 1364     | 16 septembrie 1380 | • Fiu al lui Ioan al II-lea                | Rege al Franței (Roi de France) |
|         |        | Carol al VI-lea cel Mult Iubit, Nebunul (Charles VI le Bienaimé, le Fol) | 16 septembrie 1380 | 21 octombrie 1422  | • Fiu al lui Carol al V-lea                | Rege al Franței (Roi de France) |

### Casa de Lancaster(1420–1453) (disputat)
| Portret | Blazon | Nume                                                | Început domnie    | Sfârșit domnie    | Relația cu predecesorii | Titlu                            |
| ------- | ------ | --------------------------------------------------- | ----------------- | ----------------- | --- | -------------------------------- |
| Henry V |        | Henric al V-lea al Angliei (Henri V d'Angleterre)   | 20 mai 1420       | 31 August 1422    | Prin Tratatul de la Troyes a devenit moștenitor și regent al Franței.                                                           | Rege al frantei (Roi de France)  |
|         |        | Henric al VI-lea al Angliei (Henri VI d'Angleterre) | 21 octombrie 1422 | 19 octombrie 1453 | Prin dreptul tatălui său Henric al V-lea al Angliei, care prin Tratatul de la Troyes a devenit moștenitor și regent al Franței. | Rege al Franțeie (Roi de France) |

### Casa de Valois(1328–1589)[4]
| Portret | Blazon | Nume                                                                 | Început domnie    | Sfârșit domnie   | Relația cu predecesorii | Titlu                                                                                 |
| ------- | ------ | -------------------------------------------------------------------- | ----------------- | ---------------- | --- | ------------------------------------------------------------------------------------- |
|         |        | Carol al VII-lea Victoriosul (Charles VII le Victorieux)             | 21 octombrie 1422 | 22 iulie 1461    | • Fiu al lui Carol VI | Rege al Franței (Roi de France)                                                       |
|         |        | Ludovic al XI-lea cel Prudent (Louis XI le Prudent)                  | 22 iulie 1461     | 30 august 1483   | • Fiu al lui CarolVII | Rege al Franței (Roi de France)                                                       |
|         |        | Carol al VIII-lea cel Prietenos (Charles VIII l'Affable)             | 30 august 1483    | 7 aprilie 1498   | • Fiu al lui Ludovic al XI-lea | Rege al Franței (Roi de France)                                                       |
|         |        | Ludovic al XII-lea Părintele Poporului (Louis XII le Père du Peuple) | 7 aprilie 1498    | 1 ianuarie 1515  | • Strănepot al lui Carol al V-lea • Văr de gradul II și, prin prima căsătorie, ginere al lui Ludovic al XI-lea • Prin a doua căsătorie soțul Annei de Britania, văduva lui Carol al VIII-lea | Rege al Franței (Roi de France)                                                       |
|         |        | Francisc I (François Ier)                                            | 1 ianuarie 1515   | 31 martie 1547   | • Stră-strănepot al lui Carol al V-lea • Prin prima căsătorie ginere al lui Ludovic al XII-lea                                                                                               | Rege al Franței (Roi de France)                                                       |
|         |        | Henric al II-lea (Henri II)                                          | 31 martie 1547    | 10 iulie 1559    | • Fiu al lui Francisc I/Nepot pe linie maternă a lui Ludovic al XII-lea | Rege al Franței (Roi de France)                                                       |
|         |        | Francisc al II-lea (François II)                                     | 10 iulie 1559     | 5 decembrie 1560 | • Fiu al lui Henric al II-lea | Rege al Franței (Roi de France) King of Scots (1558–1560)                             |
|         |        | Carol al IX-lea                                                      | 5 decembrie 1560  | 30 mai 1574      | • Fiu al lui Henric al II-lea | Rege al Franței (Roi de France)                                                       |
|         |        | Henric al III-lea (Henri III)                                        | 30 mai 1574       | 2 august 1589    | • Fiu al lui Henric al II-lea | Rege al Franței (Roi de France) Rege al Poloniei și Mare Duce de Lituania (1573–1575) |

### Casa de Bourbon(1589–1792)
Linia de Valois a fost lovită puternic cu moartea regelui Henric al II-lea, care a lăsat trei moștenitori de sex masculin. Primul său fiu, Francisc a murit fiind minor. Al doilea fiu al său, Carol al IX-lea nu a avut fii legitimi care să-l moștenească. După asasinarea celui de al treilea fiu al său, Henric al III-lea, Franța a fost aruncată într-o criză de succesiune. Cel mai bun pretendent, Henric, regele Navarei era un protestant și deci inacceptabil pentru o mare parte a nobilimii franceze. În cele din urmă, după ce a câștigat numeroase bătălii în apărarea cererii sale, Henric s-a convertit la catolicism și a fost încoronat rege. Este fondatorul Casei de Bourbon.
| Portret | Blazon | Nume | Început domnie    | Sfârșit domnie     | Relația cu predecesorii | Titlu |
| ------- | ------ | --- | ----------------- | ------------------ | --- | --- |
|         |        | Henric al IV-lea, Bunul Rege Henric (Henri IV, le Bon Roi Henri)                                         | 2 august 1589     | 14 mai 1610        | • A zecea generație descendentă din Ludovic al IX-lea pe linie masculină • Prin prima căsătorie ginere al lui Henric al II-lea, cumnat al lui Francisc al II-lea, Carol al IX-lea și Henric al III-lea | Rege al Franței și Navarei (Roi de France et de Navarre)                                                                |
|         |        | Ludovic al XIII-lea cel Drept (Louis XIII le Juste)                                                      | 14 mai 1610       | 14 mai 1643        | • Fiu al lui Henric al IV-lea | Rege al Franței și Navarei (Roi de France et de Navarre)                                                                |
|         |        | Ludovic al XIV-lea] cel Mare, Regele Soare (Louis XIV le Grand, le Roi Soleil)                           | 14 mai 1643       | 1 septembrie 1715  | • Fiu al lui Ludovic al XIII-lea | Rege al Franței și Navarei (Roi de France et de Navarre)                                                                |
|         |        | Ludovic al XV-lea] cel Iubit (Louis XV le Bien-Aimé)                                                     | 1 septembrie 1715 | 10 mai 1774        | • Strănepot al lui Ludovic XIV | Rege al Franței și Navarei (Roi de France et de Navarre)                                                                |
|         |        | Ludovic al XVI-lea Restauratorul Libertății franceze (Louis XVI le Restaurateur de la Liberté Française) | 10 mai 1774       | 21 septembrie 1792 | • Nepot al lui Ludovic XV | Rege al Franței și Navarei (Roi de France et de Navarre) (1774–1791) Rege al francezilor (Roi des Français) (1791–1792) |
|         |        | Ludovic al XVII-lea (Pretendent)                                                                         | 21 ianuarie 1793  | 8 iunie 1795       | • Son of Louis XVI | (Disputat) Rege al Franței și Navarei (Roi de France et de Navarre)                                                     |

## Prima Republică(1792–1804)
Prima Republică Franceză a durat din 1792 până în 1804, când Primul Consul, Napoléon Bonaparte, a fost declarat Împărat al francezilor.

## Casa de Bonaparte,Primul Imperiu(1804–1814)[1]
| Portret | Blazon | Nume                                          | Început domnie | Sfârșit domnie  | Relația cu predecesorii | Titlu                                          |
| ------- | ------ | --------------------------------------------- | -------------- | --------------- | ----------------------- | ---------------------------------------------- |
|         |        | Napoleon I, cel Mare (Napoléon Ier, le Grand) | 18 mai 1804    | 11 aprilie 1814 | -                       | Împărat al francezilor (Empereur des Français) |

## Dinastia Capețiană(1814–1815)
În urma primei înfrângeri a lui Napoleon și a exilul său pe Insula Elba, monarhia Bourbon a fost restaurată, fratele mai mic al regelui Ludovic al XVI-lea, Louis Stanislas, fiind încoronat ca Ludovic al XVIII-lea. Fiul lui Ludovic al XVI-lea a fost considerat de monarhiști ca Ludovic al XVII-lea, dar el nu a fost încoronat și niciodată nu a condus de drept; el nu este de obicei numărat printre monarhii francezi, creând un decalaj de numerotare pe cele mai multe liste tradiționale ale regilor francezi. Napoleon va  recâștiga controlul țării în timpul domniei Celor o sută de zile în 1815. După înfrângerea sa finală în Bătălia de la Waterloo, monarhia Bourbon a fost restabilită încă o dată, și va continua să conducă Franța până la Revoluția din Iulie din 1830 fiind înlocuită cu o ramură a Casei de Bourbon, Casa de Orleans.

### Casa de Bourbon, Restaurarea Bourbonă (1814–1815)[1]
| Portret | Blazon | Nume                                                            | Început domnie  | Sfârșit domnie | Relația cu predecesorii                                                      | Titlu                                                    |
| ------- | ------ | --------------------------------------------------------------- | --------------- | -------------- | ---------------------------------------------------------------------------- | -------------------------------------------------------- |
|         |        | Ludovic al XVIII-lea, cel Dorit (Louis Dix-huitième, le Désiré) | 11 aprilie 1814 | 20 martie 1815 | • Nepot al lui Ludovic al XV-lea • Fratele mai mic al lui Ludovic al XVI-lea | Rege al Franței și Navarei (Roi de France et de Navarre) |

## Casa de Bonaparte, Primul Imperiu (O Sută de Zile, 1815)[1]
| Portret | Blazon | Nume                      | Început domnie | Sfârșit domnie | Relația cu predecesorii | Titlu                                                     |
| ------- | ------ | ------------------------- | -------------- | -------------- | ----------------------- | --------------------------------------------------------- |
|         |        | Napoleon I (Napoléon Ier) | 20 martie 1815 | 22 iunie 1815  | -                       | Împărat al francezilor (Empereur des Français)            |
|         |        | Napoleon II (Napoléon II) | 22 iunie 1815  | 7 iulie 1815   | • Fiu al lui Napoleon I | (Disputat) Împărat al francezilor (Empereur des Français) |

## Dinastia capețiană(1815–1848)[1]

### Casa de Bourbon(1815–1830)
| Portret | Blazon | Nume                                                            | Început domnie     | Sfârșit domnie               | Relația cu predecesorii                                                                          | Titlu                                                                  |
| ------- | ------ | --------------------------------------------------------------- | ------------------ | ---------------------------- | ------------------------------------------------------------------------------------------------ | ---------------------------------------------------------------------- |
|         |        | Ludovic al XVIII-lea, cel Dorit (Louis Dix-huitième, le Désiré) | 7 iulie 1815       | 16 septembrie 1824           | • Nepot al lui Ludovic al XV-lea • Fratele mai mic al lui Ludovic al XVI-lea                     | Rege al Franței și al Navarei (Roi de France et de Navarre)            |
|         |        | Carol al X-lea (Charles Dixième)                                | 16 septembrie 1824 | 2 august 1830                | • Nepot al lui Ludovic al XV-lea • Fratele mai mic al lui Ludovic al XVI și Ludovic al XVIII-lea | Rege al Franței și al Navarei (Roi de France et de Navarre)            |
|         |        | Louis XIX Antoine (Louis XIX)                                   | 2 august 1830      | 2 august 1830 (20 de minute) | • Fiu al lui Carol X                                                                             | (Disputat) Rege al Franței și al Navarei (Roi de France et de Navarre) |
|         |        | Henric al V-lea (Henri V)                                       | 2 august 1830      | 9 august 1830 (7 zile)       | • Nepot al lui Carol X • Nepot de frate al lui Louis Antoine                                     | (Disputat) Rege al Franței și al Navarei (Roi de France et de Navarre) |

### Casa de Orléans, Monarhia din Iulie (1830–1848)
| Portret | Blazon | Nume                                                                     | Început domnie | Sfârșit domnie    | Relația cu predecesorii | Titlu                                  |
| ------- | ------ | ------------------------------------------------------------------------ | -------------- | ----------------- | --- | -------------------------------------- |
|         |        | Louis-Philippe I, Regele cetățean (Louis Philippe Ier, le Roi Bourgeois) | 9 august 1830  | 24 februarie 1848 | • A șase generație descendentă din Ludovic al XIII-lea pe linie masculină • Văr cu Ludovic al XVI-lea, Ludovic al XVIII-lea și Carol al X-lea | Rege al francezilor (Roi des Français) |

## A Doua Republică(1848–1852)
A Doua Republică Franceză a durat din 1848 până în 1852, când președintele ei, Louis-Napoléon Bonaparte, a fost declarat Împărat al francezilor.

## Al Doilea Imperiu(1852-1870)
| Portret | Blazon | Nume                               | Început domnie   | Sfârșit domnie    | Relația cu predecesorii            | Titlu                                          |
| ------- | ------ | ---------------------------------- | ---------------- | ----------------- | ---------------------------------- | ---------------------------------------------- |
|         |        | Napoleon al III-lea (Napoléon III) | 2 decembrie 1852 | 4 septembrie 1870 | • Nepot de frate al lui Napoleon I | Împărat al francezilor (Empereur des Français) |